# نائومی آکیموتو
نائومی آکیموتو (انگلیسی: Naomi Akimoto؛ زادهٔ ۱۳ ژانویهٔ ۱۹۶۳) هنرپیشه و خواننده ژاپنی است. وی از سال ۱۹۸۲ میلادی تاکنون مشغول فعالیت بوده‌است.